# John Howard (militar)
John Howard (8 de diciembre de 1912 – 5 de mayo de 1999), héroe británico del Día D, fue el mayor del Ejército Británico que dirigió el 6 de junio de 1944 el asalto aerotransportado a los dos puentes situados entre  Bénouville y Ranville en Normandía, como parte integrante de la Operación Overlord. Estos puentes cruzan el canal de Caen y el adyacente río Orne, distando entre sí unos 365 metros. Su posesión era de vital importancia para el éxito de los desembarcos del Día D. Después de la guerra, los puentes fueron rebautizados como Pegasus Bridge y Horsa Bridge, respectivamente, en homenaje a los soldados que los conquistaron.

## Inicios
Nació el 8 de diciembre de 1912 en el West End (Londres) de Londres. Fue el mayor de nueve hermanos de una familia obrera formada por Jack y Ethel Howard. El padre, después de luchar en Francia durante la Primera Guerra Mundial, trabajó como tonelero en la fábrica de cerveza Courage mientras que madre se dedicó a criar a sus hijos. Howard fue un alumno muy aplicado, obteniendo una beca para cursar la enseñanza secundaria. No obstante, la difícil situación económica de la familia hizo que Howard tuviese que abandonar los estudios para trabajar como oficinista en una empresa de valores bursátiles. Para mejorar su educación, Howard asistió a la escuela nocturna después del trabajo. En 1931 la empresa para la que trabajaba quebró y Howard se quedó sin empleo.
En 1932 Howard se alistó en el Ejército Británico, recibiendo formación militar en Shrewsbury para posteriormente ser destinado en el Regimiento King’s Shropshire Light Infantry.  Destacó en el entrenamiento físico obteniendo muy buenos resultados en el resto de las pruebas militares. Aunque en un principio fue destinado como oficinista poco después consiguió ser instructor físico. Howard solicitó ser promovido a suboficial y pese a su educación y méritos solo fue ascendido a cabo.
En 1938, al terminar su contrato con el ejército, John fue licenciado. En junio del mismo año consiguió ingresar en la Policía de Oxford obteniendo el puesto número dos de 200 plazas. Howard permanecería en este cuerpo hasta poco después de comenzar la Segunda Guerra Mundial. El 28 de octubre de 1939 contrajo matrimonio con su novia Joy Bromley con quien tuvo dos hijos, Ferry y Penny.

## Segunda Guerra Mundial
En diciembre se alistó de nuevo en el King’s Shropshire Light Infantry con su antiguo grado de cabo, aunque en pocas semanas logró ascender a sargento mayor de regimiento. En junio de 1940, ingresó en la Unidad de Entrenamiento de Aspirantes a Oficial y, graduado como segundo teniente, pidió destino en el Regimiento Oxfordshire and Buckinghamshire Light Infantry, más conocido como Ox and Bucks. Poco tiempo después ya se había convertido en el capitán de su compañía. A principios de 1942, los Ox and Bucks fueron transformados en una unidad aerotransportada y su batallón quedaría integrado en las tropas de planeadores. En 1942, John Howard fue ascendido al grado de mayor con el mando de la compañía D del 2.º Batallón de los Ox and Bucks integrada, a su vez, en la 6.ª División Aerotransportada. La compañía, formada enteramente por voluntarios, fue magníficamente entrenada por el mayor Howard. El objetivo encomendado a la compañía de Howard el Día D era la captura de los puentes sobre el canal de Caen en la localidad de Bénouville y sobre el río Orne en el pueblo de Ranville.  Ambos puentes, distantes entre sí menos de 400 metros, debían ser tomados intactos, evitando su destrucción por parte del enemigo. Una vez capturados, los soldados de la 6.ª Division Aerotransportada tenían que mantener los puentes hasta que fuesen relevados por las tropas provenientes de la Playa Sword. La importancia estratégica era doble: por una parte, era primordial asegurar y proteger el flanco izquierdo de la Operación Overlord impidiendo un contraataque blindado alemán dirigido a la playa Sword y, por otra, los puentes eran necesarios para que las tropas aliadas provenientes del mar pudiesen avanzar hacia la izquierda y no quedar encajonados por la doble barrera del canal y del río Orne.
Esta misión fue codificada con el nombre de Operación Deadstick. Formaba parte de la Operación Tonga, constituida por todas las operaciones aerotransportadas británicas del 6 de junio de 1944 y era parte integrante de la Operación Overlord, el nombre en código de toda la invasión aliada en las playas normandas.

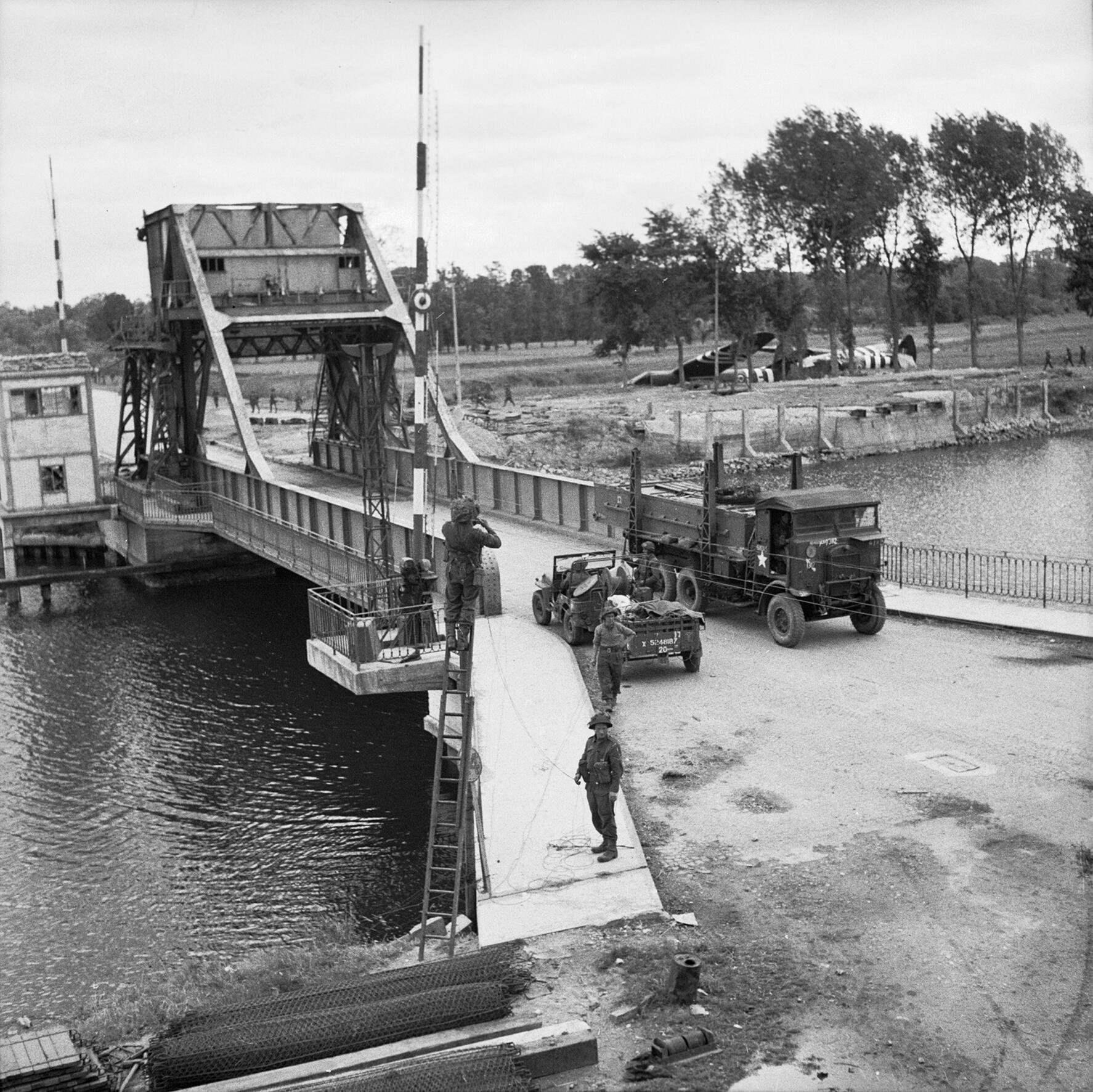
El Pegasus Bridge en 1944.

### Operación Deadstick
John Howard dirigió la compañía D y un destacamento de ingenieros, transportados en planeadores, en la medianoche del 6 de junio de 1944. La fuerza consistía en tres planeadores Airspeed AS.51 Horsa con capacidad para treinta soldados con sus equipos completos, incluidos los pilotos que, una vez en tierra, se unían como tropa combatiente a las acciones bélicas. Tras ser soltados de sus remolcadores, los planeadores se dirigieron hacia su objetivo, realizando un aterrizaje perfecto a las 00.16 horas, a escasos metros unos de otros y justo sobre el objetivo. Los puentes fueron tomados inmediatamente, ya los defensores alemanes se vieron sorprendidos por los británicos y su capacidad de reacción fue mínima. Algunos alemanes fueron hechos prisioneros mientras dormían. Solo un soldado alemán fue capaz de disparar su pistola de bengalas para advertir del ataque a sus compañeros en el puente sobre el río Orne, pero para cuando lo hizo, el puente ya había sido capturado. 
Aproximadamente una hora después una compañía del 7.º Batallón Paracaidista, al mando del teniente Richard Todd llegó al puente Pegasus para reforzar a los hombres que lo defendían del contraataque alemán. 
Hacia las 1:30, dos semiorugas blindados alemanes seguidos por granaderos Panzer atacaron el puente desde Bénouville. El primero de ellos fue destruido por fuego de un PIAT. El otro pensó que se enfrentaban a una fuerza superior y optó por retirarse. Una vez que el Alto Mando alemán se dio cuenta de que los puentes no habían sido destruidos y estaban en manos de los Aliados iniciaron un fuerte contraataque contra las cada vez más debilitadas fuerzas británicas. Hacia las 13.00, cuando parecía que los aerotransportados no podrían resistir mucho más, los refuerzos provenientes de la playa Sword enlazaron con el puente Pegasus. Se trataba de los comandos de Lord Lovat, con el gaitero Bill Millin a la cabeza, que acudían con un tanque al rescate.
La operación de tomar los puentes de Bénouville y Ranville, realizada en pocos minutos y de una ejecución impecable, es el típico ejemplo de una operación de comandos, donde el principal activo de la fuerza atacante es la sorpresa y, por lo tanto, la respuesta del enemigo es casi nula. 
Cumplida su misión, la compañía D participó en la Batalla de Normandía realizando operaciones comunes a cualquier unidad de infantería ligera en lugar de ser retirada del frente y comenzar su entrenamiento para nuevas operaciones de comando. Howard fue propuesto para la DSO por su liderazgo durante la captura de los puentes. El propio Montgomery se encargó de condecorarle en una ceremonia realizada el 16 de julio. La compañía del mayor Howard fue retirada del frente el 5 de septiembre después de 91 días de lucha continuada. 
La compañía D no fue incluida en la operación Market-Garden que se iniciaría el 17 de septiembre con el objetivo de tomar los puentes sobre el Rin desde Eindhoven hasta Arnhem para poder penetrar en territorio alemán y poner fin a la guerra antes de Navidad. Por lo tanto, Howard comenzó el entrenamiento de su unidad con la esperanza de volver pronto a misiones de combate. Por desgracia, el 13 de noviembre, el mayor Howard sufrió un accidente automovilístico quedando gravemente herido, lo que le impidió volver a participar en ningún combate. La compañía D, al mando del mayor Tillet, volvería a la lucha en la Batalla de las Ardenas. Posteriormente, cruzó el Rin en la denominada Operación Varsity atravesando Alemania hasta llegar al mar Báltico.

## Después de la guerra
Las heridas dejaron a Howard secuelas crónicas que le impidieron continuar su carrera militar por lo que fue finalmente licenciado del Ejército Británico en 1946. Ese mismo año fue invitado por el Rey Jorge VI a una audiencia en el Palacio de Buckingham.  De vuelta a la vida civil, Howard trabajó como funcionario en el Ministerio de Agricultura (British Nacional Savings Committee and Ministry of Food).
En 1954, cuando se cumplía el décimo aniversario del Día D,  el Gobierno de Francia le concedió la Croix de Guerre avec Palme (Cruz de Guerra con Palma).  Howard participó en conferencias en diversas academias militares del Reino Unido, Francia, Noruega, Suecia, Estados Unidos y otros países de la OTAN. En 1959, Cornelius Ryan, en su libro El Día Más Largo,  escribió detalladamente las acciones realizadas por la Compañía D para tomar los puentes del Orne comenzando a ser conocidas. En 1962, Darryl Z. Zanuck produjo la superproducción repleta de las estrellas cinematográficas del momento El día más largo, dirigida por Ken Annakin y basada en el best seller de Ryan. Durante el rodaje Howard participó como asesor histórico. Richard Todd, el teniente paracaidista compañero de Howard que ayudó con su compañía a defender el Puente Pegasus, ya era un reconocido actor británico e interpretó el papel de John Howard en la acción para tomar los puentes. En 1985, Stephen E. Ambrose publicó el libro Pegasus Bridge, dedicado exclusivamente a la operación realizada por John Howard.
En 1974, Howard se jubiló como funcionario público y junto a su esposa Joy se mudó hasta Burcot, cerca de Oxford. Después el matrimonio decidió vivir en una antigua casa de campo en Surrey. Joy murió en 1986. Howard ya había vuelto varias veces a los escenarios de Normandía, pero a partir de la muerte de su esposa cada 6 de junio volvía a Benouville y colocaba ofrendas florales en el sitio exacto en el que cada uno de los planeadores Horsa tomaron tierra en 1944. John Howard también participó activamente en la creación y mantenimiento del primer Museo del Puente Pegasus, museo dedicado a las fuerzas aerotransportadas y los hechos en los que participaron durante la Batalla de Normandía. Durante el rodaje de la película El Día Más Largo Howard conoció al coronel Hans von Luck. El 6 de junio de 1944 Von Luck estaba al mando del 125 regimiento Panzer Grenadier perteneciente a la 21.ª División Panzer encargado del contraataque a través de los puentes del Orne contra el flanco izquierdo de la playa Sword. Ambos desarrollaron una sincera amistad y en las numerosas veces que se encontraron posteriormente disfrutaron hablando juntos de aquellos hechos. 
El mayor John Howard murió el 5 de mayo de 1999 a la edad de 86 años. Los puentes fueron renombrados después de la guerra en honor a los soldados de la 6.ª División Aerotransportada. El puente sobre el Canal de Caen, en Benouville, pasó a llamarse Pegasus Bridge ya que el mitológico caballo alado montado por Belerofonte es el emblema de los paracaidistas británicos. El puente de Ranville, sobre el Orne, fue renombrado como Horsa Bridge como homenaje a los planeadores Airspeed AS.51 Horsa que transportaron a los soldados de la 6.ª División Aerotransportada hasta los puentes.
En 1994, el Pegasus Bridge fue retirado y sustituido por otro más ancho pero de igual silueta. El original Pegasus Bridge, construido en 1935, se encuentra en el nuevo Memorial Pegasus Museum. Este nuevo museo fue inaugurado por Carlos de Gales el 4 de junio de 2000. Los visitantes pueden pasear por el puente original y observar las numerosas marcas de la batalla como la huella dejada al chocar con la estructura del puente la bengala de aviso lanzada por el centinela alemán cuando vio a los británicos avanzar por el puente. La calle que enlaza el Pegasus Bridge con el museo se llama Esplanade Major John Howard. En 2006, Penny, la hija del mayor Howard publicó los escritos de su padre en un libro titulado Pegasus Diaries.